# シティ・ヘディアティ
シティ・ヘディアティ(Siti Hediati Hariyadi、1959年4月14日 - )はインドネシアの政治家。元インドネシア大統領スハルトの娘で、大統領のプラボウォ・スビアントの元妻。

## 経歴
1978年から1985年までインドネシア大学経済学部で学び、経済学の学士号を取得した。
1983年5月にプラボウォ・スビアントと結婚し、夫婦にはディディット・ヘディプラセトヨという1人息子が生まれた。しかし、スハルト辞任後の1998年に、離婚している。離婚から16年後、シティは2014年の大統領選挙の集会でプラボウォを支持したが、再婚の憶測を否定した。

## 社会活動
1996年、彼女はインドネシア卓球協会の会長に選出された。
2006年、ジャワ島にあるムラピ山が噴火した際、周辺住民への支援を行った。
2010年から2015年にかけてインドネシア美術財団の代表を務めた
2010年、彼女は協会の全国大会でインドネシアアーチェリー協会の会長に選出され、2010年から2014年の任期を務めました。 2014年、彼女はインドネシアアーチェリー協会の会長に再選され、2014年から2018年の任期を務めました。

## 政治家としてのキャリア
2014年のインドネシア立法院総選挙で、ジョグジャカルタ特別州選挙区から、ゴルカル党から2014 年から2019年が任期の国民議会（下院に当たる）議員に選出された。2024年2月14日に執行された2024年インドネシア総選挙で、得票率59％で夫のプラボウォが当選し、シティはプラボウォの政党であるグリンドラ党から立候補し、ジョグジャカルタ選挙区で2番目に多くの票を獲得し、グリンドラ党の議席を確保した。